# جزیره اسماعیل سای
جزیره اسماعیل سای، نام جزیره‌ای در خلیج گرگان و در مجاورت شبه جزیره میانکاله است که در استان مازندران قرار دارد.